# EuroBasket de 2015
O EuroBasket 2015 ou FIBA Campeonato Europeu de 2015 foi a trigésima nona edição da competição regional organizada pela FIBA Europa.

## Escolha da sede
Inicialmente a Ucrânia havia sido escolhida como sede do EuroBasket 2015; porém, em decorrência das agitações políticas e a anexação da Crimeia, o comitê reunido em Munique decidiu alterar a sede em junho de 2014 optaram por transferir o EuroBasket para quatro sedes, sendo que Zagreb (Croácia), Montpellier (França), Berlim (Alemanha) e Riga (Letónia) sediarão jogos na fase de grupos e Lille (França) sediará a fase final na Arena Multiuso Stade Pierre-Mauroy com capacidade para 27 mil espectadores.
| Lille                                     | Berlim Zagreb Riga Montpellier LilleEuroBasket de 2015 (Europa) | Berlim              |
| Stade Pierre-Mauroy                       | Berlim Zagreb Riga Montpellier LilleEuroBasket de 2015 (Europa) | Mercedes Benz Arena |
| Capacidade: 27, 500 (Configuração Indoor) | Berlim Zagreb Riga Montpellier LilleEuroBasket de 2015 (Europa) | Capacidade: 14,500  |
|                                           | Berlim Zagreb Riga Montpellier LilleEuroBasket de 2015 (Europa) |                     |
| Montpellier                               | Berlim Zagreb Riga Montpellier LilleEuroBasket de 2015 (Europa) |                     |
| Park&Suites Arena                         | Berlim Zagreb Riga Montpellier LilleEuroBasket de 2015 (Europa) | Riga                |
| Capacidade: 10,700                        | Berlim Zagreb Riga Montpellier LilleEuroBasket de 2015 (Europa) | Arena Riga          |
| Zagreb                                    | Berlim Zagreb Riga Montpellier LilleEuroBasket de 2015 (Europa) | Capacidade: 12,500  |
| Arena Zagreb                              | Berlim Zagreb Riga Montpellier LilleEuroBasket de 2015 (Europa) |                     |
| Capacidade: 16,500                        | Berlim Zagreb Riga Montpellier LilleEuroBasket de 2015 (Europa) |                     |

## Países Participantes
| Seleção              | Participações | Melhor Resultado    | Classificação                                         |
| -------------------- | ------------- | ------------------- | ----------------------------------------------------- |
| Espanha              | 30            | (2009 e 2011)       | Sede no Mundial 2014 e 3º colocado no EuroBasket 2013 |
| Ucrânia              | 7             | 6º em 2013          | Como sede inicial e 6º colocado no EuroBasket 2013    |
| Estônia              | 5             | 5º (1937 e 1939)    | Vencedor da 1ª Fase da FIBA Eliminatórias 2015        |
| França               | 37            | (2013)              | Atual Campeão do EuroBasket                           |
| Eslovênia            | 12            | 4º (2009)           | 5ª colocado no EuroBasket 2013                        |
| Croácia              | 12            | (1993 e 1995)       | 4º colocado no EuroBasket 2013                        |
| Lituânia             | 13            | (1937, 1939 e 2003) | Finalista no EuroBasket 2013                          |
| Sérvia               | 12            | (2009)              | 7º colocado no EuroBasket 2013                        |
| Finlândia            | 13            | 6º (1967)           | Convidado para o Mundial 2014                         |
| Grécia               | 25            | (1987 e 2005)       | Convidado para o Mundial 2014                         |
| Turquia              | 22            | (2001)              | Convidado para o Mundial 2014                         |
| Letônia              | 13            | (1935)              | 1º colocado no Grupo F da FIBA Eliminatórias          |
| Israel               | 28            | (1979)              | 1º colocado no Grupo B da FIBA Eliminatórias          |
| Bósnia e Herzegóvina | 9             | 8º (1993)           | 1º colocado no Grupo A da FIBA Eliminatórias          |
| Bélgica              | 16            | 4º (1947)           | 1º colocado no Grupo D da FIBA Eliminatórias          |
| Geórgia              | 3             | 11º (2011)          | 1º colocado no Grupo E da FIBA Eliminatórias          |
| Chéquia              | 4             | 12º (1999)          | 2º colocado no Grupo E da FIBA Eliminatórias          |
| Alemanha             | 23            | (1993)              | 2º colocado no Grupo C da FIBA Eliminatórias          |
| Países Baixos        | 15            | 4º (1983)           | 2º colocado no Grupo B da FIBA Eliminatórias          |
| Polónia              | 27            | (1963)              | 1º colocado no Grupo C da FIBA Eliminatorias          |
| Macedônia do Norte   | 5             | 4º (2011)           | 2º colocado no Grupo D da FIBA Eliminatórias          |
| Itália               | 36            | (1983 e 1999)       | 1º colocado no Grupo G da FIBA Eliminatórias          |
| Rússia               | 12            | (2007)              | 2º colocado no Grupo G da FIBA Eliminatórias          |
| Islândia             | 1             | estreante           | 2º colocado no Grupo A da FIBA Eliminatórias          |

## Grupo A
Sede: Montpellier, França (Park&Suites Arena)
| Pos. | Seleção              | Pts | J | V | D | PM  | PS  | Dif | CD |
| ---- | -------------------- | --- | - | - | - | --- | --- | --- | -- |
| 1    | França               | 8   | 4 | 4 | 0 | 321 | 274 | 47  |    |
| 2    | Israel               | 7   | 4 | 3 | 1 | 314 | 298 | 16  |    |
| 3    | Finlândia            | 6   | 4 | 2 | 2 | 322 | 314 | 8   |    |
| 4    | Polónia              | 6   | 4 | 2 | 2 | 289 | 287 | 2   |    |
| 5    | Bósnia e Herzegóvina | 5   | 3 | 1 | 3 | 263 | 321 | -58 |    |
| 6    | Rússia               | 4   | 3 | 0 | 4 | 298 | 313 | -15 |    |

| 5 de setembro 15:00 | Relatório | Polônia                                                 | 68–64 | Bósnia e Herzegóvina                                          |  | Park&Suites Arena, Montpellier Árbitros: POR Portugal F. Rocha BEL Bélgica R. Geller LTU Lituânia J. Laurinavicius |  |
| 5 de setembro 15:00 | Relatório | Pts: A.Waczynski 15 Rbts: D. Kulig 8 Asts: M. Ponitka 6 |       | Pts: A. Stipanovic 20 Rbts: M. Milosevic 7 Asts: A. Renfroe 5 |  | Park&Suites Arena, Montpellier Árbitros: POR Portugal F. Rocha BEL Bélgica R. Geller LTU Lituânia J. Laurinavicius |  |

| 5 de setembro 17:30 | Relatório | Israel                                                | 76–73 | Rússia                                                                                               |  | Park&Suites Arena, Montpellier Árbitros: SLO Eslovênia M Botauzer CRO Croácia S Herceg SWE Suécia A. Kalpakas |  |
| 5 de setembro 17:30 | Relatório | Pts: O. Casspi 21 Rbts: O. Casspi 9 Asts: Y. Ohayon 5 |       | Pts: D. Khvostov e A. Vorontsevich 15 Rbts: A. Vorontsevich 13 Asts: D. Khvostov e A. Vorontsevich 5 |  | Park&Suites Arena, Montpellier Árbitros: SLO Eslovênia M Botauzer CRO Croácia S Herceg SWE Suécia A. Kalpakas |  |

| 5 de setembro 21:00 | Relatório | França                                                                 | 97–87 | Finlândia                                               |  | Park&Suites Arena, Montpellier Público: 10 407 Árbitros: LAT Letônia O Latisevs GRE Grécia S Gontas MNE Montenegro I Dragojevic |  |
| 5 de setembro 21:00 | Relatório | Pts: T. Parker 23 Rbts: N. de Colo e J. Lauvergne 7 Asts: N. De Colo 6 |       | Pts: J. Wilson 21 Rbts: E. Murphy 11 Asts: P. Koponen 7 |  | Park&Suites Arena, Montpellier Público: 10 407 Árbitros: LAT Letônia O Latisevs GRE Grécia S Gontas MNE Montenegro I Dragojevic |  |

| 6 de setembro 15:00 | Relatório | Rússia                                                  | 79–82 | Polônia                                                   |  | Park&Suites Arena, Montpellier Árbitros: LAT Letônia O. Latisev CRO Croácia S. Herceg NED Países Baixos A. Sinterniklaas |  |
| 6 de setembro 15:00 | Relatório | Pts: A. Zubkov 21 Rbts: A. Zubkov 7 Asts: D. Khvostov 5 |       | Pts: A. Waczynski 23 Rbts: M. Gortat Asts: A. Slaughter 5 |  | Park&Suites Arena, Montpellier Árbitros: LAT Letônia O. Latisev CRO Croácia S. Herceg NED Países Baixos A. Sinterniklaas |  |

| 6 de setembro 17:30 | Relatório | Finlandia                                         | 66–79 | Israel                                                     |  | Park&Suites Arena, Montpellier Árbitros: POR Portugal Fernando Rocha GRE Grécia S. Gontas BEL Bélgica R. Geller |  |
| 6 de setembro 17:30 | Relatório | Placar por quarto: 13-25, 18-21, 23-16, 12-17     |       |                                                            |  | Park&Suites Arena, Montpellier Árbitros: POR Portugal Fernando Rocha GRE Grécia S. Gontas BEL Bélgica R. Geller |  |
| 6 de setembro 17:30 | Relatório | Pts: E. Murphy Rbts: E. Murphy 9 Asts: P. Koponen |       | Pts: L. Eliyahu 22 Rbts: D. Fischer 11r Asts: L. Eliyahu 6 |  | Park&Suites Arena, Montpellier Árbitros: POR Portugal Fernando Rocha GRE Grécia S. Gontas BEL Bélgica R. Geller |  |

| 6 de setembro 21:00 |                                                                         | Bósnia e Herzegóvina | 54–81                                                                               | França |  | Park&Suites Arena, Montpellier Público: 10 212 Árbitros: SLO Eslovênia M. Boltazer SWE Suécia A. Kalpakas LTU Lituânia J. Laurinovicius |  |
| 6 de setembro 21:00 | Placar por quarto: 15-17, 11-20, 10-30, 18-14                           |                      |                                                                                     |        |  | Park&Suites Arena, Montpellier Público: 10 212 Árbitros: SLO Eslovênia M. Boltazer SWE Suécia A. Kalpakas LTU Lituânia J. Laurinovicius |  |
| 6 de setembro 21:00 | Pts: A. Stipanovic e E. Kikanovic 10 Rbts: D. Albjanic 6 Asts: M.Sutalo |                      | Pts: N. de Colo e J. Lauvergne 12 Rbts: N. de Colo e J. Lauvergne 7 Asts: B. Diaw 6 |        |  | Park&Suites Arena, Montpellier Público: 10 212 Árbitros: SLO Eslovênia M. Boltazer SWE Suécia A. Kalpakas LTU Lituânia J. Laurinovicius |  |

| 7 de setembro 15:00 | Relatório | Finlândia                                                      | 81–79 | Rússia                                                                            |  | Park&Suites Arena, Montpellier Árbitros: SLO Eslovênia M. Boltazer MNE Montenegro I. Dragojevic LTU Lituânia J. Laurinovicius |  |
| 7 de setembro 15:00 | Relatório | Placar por quarto: 16-20, 20-18, 27-16, 18-15                  |       |                                                                                   |  | Park&Suites Arena, Montpellier Árbitros: SLO Eslovênia M. Boltazer MNE Montenegro I. Dragojevic LTU Lituânia J. Laurinovicius |  |
| 7 de setembro 15:00 | Relatório | Pts: E. Murphy 19 Rbts: E. Murphy e T Kotti 7 Asts: P. Koponen |       | Pts: V. Fridzon 22 Rbts: A. Vorontsevich 11 Asts: A. Vorontsevich e D. Khvostov 5 |  | Park&Suites Arena, Montpellier Árbitros: SLO Eslovênia M. Boltazer MNE Montenegro I. Dragojevic LTU Lituânia J. Laurinovicius |  |

| 7 de setembro 17:30 | Relatório | Israel                                              | 84–86 | Bósnia e Herzegovina                                        |  | Park&Suites Arena, Montpellier Público: 6 288 Árbitros: POR Portugal F. Rocha LAT Letônia O. Latisevs NED Países Baixos A. Sinterniklaas |  |
| 7 de setembro 17:30 | Relatório | Placar por quarto: 29-16, 16-19, 15-15, 9-11        |       |                                                             |  | Park&Suites Arena, Montpellier Público: 6 288 Árbitros: POR Portugal F. Rocha LAT Letônia O. Latisevs NED Países Baixos A. Sinterniklaas |  |
| 7 de setembro 17:30 | Relatório | Pts: O. Casspi 29 Rbts: D. Fischer 8 Asts: G. Mekel |       | Pts: N. Gordic 22 Rbts: A. Stipanovic 18 Asts: A. Renfroe 8 |  | Park&Suites Arena, Montpellier Público: 6 288 Árbitros: POR Portugal F. Rocha LAT Letônia O. Latisevs NED Países Baixos A. Sinterniklaas |  |

| 7 de setembro 21:00 | Relatório | França                                               | 69–66 | Polônia                                                                    |  | Park&Suites Arena, Montpellier Público: 10 016 Árbitros: GRE Grécia S. Gontas CRO Croácia S. Herceg BEL Bélgica R. Geller |  |
| 7 de setembro 21:00 | Relatório | Placar por quarto: 14-14, 16-12, 22-21, 17-19        |       |                                                                            |  | Park&Suites Arena, Montpellier Público: 10 016 Árbitros: GRE Grécia S. Gontas CRO Croácia S. Herceg BEL Bélgica R. Geller |  |
| 7 de setembro 21:00 | Relatório | Pts: T. Parker 16 Rbts: N. de Colo 8 Asts: B. Diaw 5 |       | Pts: A. Waczynski 18 Rbts: M. Gortat 11 Asts: L. Koszarek e A. Slaughter 3 |  | Park&Suites Arena, Montpellier Público: 10 016 Árbitros: GRE Grécia S. Gontas CRO Croácia S. Herceg BEL Bélgica R. Geller |  |

| 9 de setembro 15:00 | Relatório | Bósnia e Herzegóvina                                                         | 59–88 | Finlândia                                                |  | Park&Suites Arena, Montpellier Árbitros: LAT Letônia O. Latisevs CRO Croácia S. Herceg NED Países Baixos A. Sinterniklaas |  |
| 9 de setembro 15:00 | Relatório | Placar por quarto: 12-19, 15-22, 15-31, 17-16                                |       |                                                          |  | Park&Suites Arena, Montpellier Árbitros: LAT Letônia O. Latisevs CRO Croácia S. Herceg NED Países Baixos A. Sinterniklaas |  |
| 9 de setembro 15:00 | Relatório | Pts: D. Albijanic 14 Rbts: A. Stipanovic e E. Kikanovic 5 Asts: A. Renfroe 6 |       | Pts: J. Wilson 16 Rbts: M. Nuutinen 8 Asts: P. Koponen 6 |  | Park&Suites Arena, Montpellier Árbitros: LAT Letônia O. Latisevs CRO Croácia S. Herceg NED Países Baixos A. Sinterniklaas |  |

| 9 de setembro 17:30 | Relatório | Polônia                                                             | 73–75 | Israel                                                            |  | Park&Suites Arena, Montpellier Árbitros: SLO Eslovênia M. Boltauzer GRE Grécia S. Gontas MNE Montenegro I. Dragojevic |  |
| 9 de setembro 17:30 | Relatório | Placar por quarto: 24-22, 8-13, 18-16, 23-24                        |       |                                                                   |  | Park&Suites Arena, Montpellier Árbitros: SLO Eslovênia M. Boltauzer GRE Grécia S. Gontas MNE Montenegro I. Dragojevic |  |
| 9 de setembro 17:30 | Relatório | Pts: D. Kulig e A. Waczynsky 13 Rbts: M. Gortat 8 Asts: M. Potika 6 |       | Pts: G. Mekel 18 Rbts: D. Fischer 8 Asts: G. Mekel e R. Limonad 5 |  | Park&Suites Arena, Montpellier Árbitros: SLO Eslovênia M. Boltauzer GRE Grécia S. Gontas MNE Montenegro I. Dragojevic |  |

| 9 de setembro 21:00 | Relatório | Rússia                                                          | 67–74 | França                                                  |  | Park&Suites Arena, Montpellier Público: 10 564 Árbitros: POR Portugal F. Rocha LTU Lituânia J. Laurinavicius SWE Suécia A. Kalpakas |  |
| 9 de setembro 21:00 | Relatório | Placar por quarto: 24-16, 12-18, 16-19, 15-21                   |       |                                                         |  | Park&Suites Arena, Montpellier Público: 10 564 Árbitros: POR Portugal F. Rocha LTU Lituânia J. Laurinavicius SWE Suécia A. Kalpakas |  |
| 9 de setembro 21:00 | Relatório | Pts: V. Fridzon 20 Rbts: A. Vorontsevich 9 Asts: D. Khvostov 10 |       | Pts: N. de Colo 13 Rbts: R. Gobert 10 Asts: T. Parker 4 |  | Park&Suites Arena, Montpellier Público: 10 564 Árbitros: POR Portugal F. Rocha LTU Lituânia J. Laurinavicius SWE Suécia A. Kalpakas |  |

| 10 de setembro 15:00 | Relatório | Finlândia                                              | 65–78 | Polônia                                                      |  | Park&Suites Arena, Montpellier Árbitros: POR Portugal F. Rocha LTU Lituânia J. Laurinavicius BEL Bélgica R. Geller |  |
| 10 de setembro 15:00 | Relatório | Placar por quarto: 20-23, 21-19, 11-16, 13-20          |       |                                                              |  | Park&Suites Arena, Montpellier Árbitros: POR Portugal F. Rocha LTU Lituânia J. Laurinavicius BEL Bélgica R. Geller |  |
| 10 de setembro 15:00 | Relatório | Pts: S. Huff 17 Rbts: M. Nuutinen 8 Asts: P. Koponen 8 |       | Pts: A. Waczynski 17 Rbts: M. Potika 17 Asts: A. Slaughter 8 |  | Park&Suites Arena, Montpellier Árbitros: POR Portugal F. Rocha LTU Lituânia J. Laurinavicius BEL Bélgica R. Geller |  |

| 10 de setembro 17:30 | Relatório | Bósnia e Herzegóvina                                                                | 61–81 | Rússia                                                        |  | Park&Suites Arena, Montpellier Público: 6 519 Árbitros: SLO Eslovênia M. Boltauzer GRE Grécia S. Gontas SWE Suécia A. Kalpakas |  |
| 10 de setembro 17:30 | Relatório | Placar por quarto: 22-12, 9-19, 19-24, 11-26                                        |       |                                                               |  | Park&Suites Arena, Montpellier Público: 6 519 Árbitros: SLO Eslovênia M. Boltauzer GRE Grécia S. Gontas SWE Suécia A. Kalpakas |  |
| 10 de setembro 17:30 | Relatório | Pts: A. Stipanovic 22 Rbts: A. Stipanovic e M. Sutalo 6 Asts: N. Buza e N. Gordic 5 |       | Pts: A. Zubkov 17 Rbts: A. Vorontsevich 7 Asts: D. Khvostov 5 |  | Park&Suites Arena, Montpellier Público: 6 519 Árbitros: SLO Eslovênia M. Boltauzer GRE Grécia S. Gontas SWE Suécia A. Kalpakas |  |

| 10 de setembro 21:00 |  | Israel | – | França |  | Park&Suites Arena, Montpellier |  |

## Grupo B
Sede:Berlim, Alemanha (Mercedes Benz Arena)
| Pos. | Seleção  | Pts | J | V | D | PM  | PS  | Dif | CD |
| ---- | -------- | --- | - | - | - | --- | --- | --- | -- |
| 1    | Sérvia   | 10  | 5 | 5 | 0 | 433 | 354 | 79  |    |
| 2    | Espanha  | 8   | 5 | 3 | 2 | 448 | 411 | 37  |    |
| 3    | Itália   | 8   | 5 | 3 | 2 | 434 | 434 | 0   |    |
| 4    | Turquia  | 8   | 5 | 3 | 2 | 429 | 459 | -30 |    |
| 5    | Alemanha | 6   | 5 | 1 | 4 | 370 | 379 | -9  |    |
| 6    | Islândia | 5   | 5 | 0 | 5 | 368 | 445 | -77 |    |

| 5 de setembro 15:00 | Relatório | Alemanha                                                                                  | 71–65 | Islândia                                                         |  | Mercedes Benz Arena, Berlim Público: 12 500 Árbitros: CRO Croácia S. Radovic EST Estônia A. Halliko MNE Montenegro M. Koljensic |  |
| 5 de setembro 15:00 | Relatório | Placar por quarto: 20-14, 21-12, 18-17, 12-22                                             |       |                                                                  |  | Mercedes Benz Arena, Berlim Público: 12 500 Árbitros: CRO Croácia S. Radovic EST Estônia A. Halliko MNE Montenegro M. Koljensic |  |
| 5 de setembro 15:00 | Relatório | Pts: D. Nowitzki e D. Schröder 15 Rbts: P. Zipser e D. Nowitzki 7 Asts: H. Schaffartzik 5 |       | Pts: J. Stefansson 23 Rbts: H. Baeringsson 8 Asts: J. Stefansson |  | Mercedes Benz Arena, Berlim Público: 12 500 Árbitros: CRO Croácia S. Radovic EST Estônia A. Halliko MNE Montenegro M. Koljensic |  |

| 5 de setembro 18:00 | Relatório | Espanha                                               | 70–80 | Sérvia                                                       |  | Mercedes Benz Arena, Berlim Árbitros: GRE Grécia C. Christodolou UKR Ucrânia S. Zaschchuk CZE Chéquia R. Vyklicky |  |
| 5 de setembro 18:00 | Relatório | Placar por quarto: 21-11, 15-23, 16-28, 18-18         |       |                                                              |  | Mercedes Benz Arena, Berlim Árbitros: GRE Grécia C. Christodolou UKR Ucrânia S. Zaschchuk CZE Chéquia R. Vyklicky |  |
| 5 de setembro 18:00 | Relatório | Pts: P. Gasol 16 Rbts: N. Mirotic 10 Asts: S. Llull 6 |       | Pts: N. Bjelica 24 Rbts: N. Bjelica 10 Asts: B. Bogdanovic 5 |  | Mercedes Benz Arena, Berlim Árbitros: GRE Grécia C. Christodolou UKR Ucrânia S. Zaschchuk CZE Chéquia R. Vyklicky |  |

| 5 de setembro 21:00 | Relatório | Itália                                                                  | 87–89 | Turquia                                                          |  | Mercedes Benz Arena, Berlim Público: 10 760 Árbitros: UKR Ucrânia B. Ryzhyk SLO Eslovênia S. Petek LTU Lituânia T. Jasevicius |  |
| 5 de setembro 21:00 | Relatório | Placar por quarto: 13-26, 29-25, 19-15, 26-23                           |       |                                                                  |  | Mercedes Benz Arena, Berlim Público: 10 760 Árbitros: UKR Ucrânia B. Ryzhyk SLO Eslovênia S. Petek LTU Lituânia T. Jasevicius |  |
| 5 de setembro 21:00 | Relatório | Pts: D. Gallinari 33 Rbts: 3 jogadores com 5 rebotes Asts: A. Gentile 4 |       | Pts: S. Erdem 22 Rbts: S. Erdem 8 Asts: S. Guler e A. Muhammed 9 |  | Mercedes Benz Arena, Berlim Público: 10 760 Árbitros: UKR Ucrânia B. Ryzhyk SLO Eslovênia S. Petek LTU Lituânia T. Jasevicius |  |

| 6 de setembro 15:00 | Relatório | Sérvia                                                                | 68–66 | Alemanha                                                                 |  | Mercedes Benz Arena, Berlim Público: 13 050 Árbitros: UKR Ucrânia B Ryzhyk EST Estônia A. Halliko LTU Lituânia T. Jasevicius |  |
| 6 de setembro 15:00 | Relatório | Placar por quarto: 19-18, 20-20, 11-10, 18-18                         |       |                                                                          |  | Mercedes Benz Arena, Berlim Público: 13 050 Árbitros: UKR Ucrânia B Ryzhyk EST Estônia A. Halliko LTU Lituânia T. Jasevicius |  |
| 6 de setembro 15:00 | Relatório | Pts: N. Bjelica 12 Rbts: O. Kuzmic e N. Nedovic 7 Asts: M. Teodosic 4 |       | Pts: T. Pleiss e D. Nowitzki 15 Rbts: D. Nowitzki 10 Asts: D. Schröder 6 |  | Mercedes Benz Arena, Berlim Público: 13 050 Árbitros: UKR Ucrânia B Ryzhyk EST Estônia A. Halliko LTU Lituânia T. Jasevicius |  |

| 6 de setembro 18:00 |                                                                 | Islândia | 64–71                                                      | Itália |  | Mercedes Benz Arena, Berlin Público: 4 100 Árbitros: GRE Grécia C. Christodolou UKR Ucrânia S. Zashchuk MKD Macedônia do Norte I. Mitrovski |  |
| 6 de setembro 18:00 | Placar por quarto: 21-22, 16-19, 11-11, 16-19                   |          |                                                            |        |  | Mercedes Benz Arena, Berlin Público: 4 100 Árbitros: GRE Grécia C. Christodolou UKR Ucrânia S. Zashchuk MKD Macedônia do Norte I. Mitrovski |  |
| 6 de setembro 18:00 | Pts: H. Palsson 17 Rbts: H. Baeringsson 7 Asts: J. Stefansson 6 |          | Pts: A. Gentile 21 Rbts: D. Galinari 10 Asts: A. Gentile 4 |        |  | Mercedes Benz Arena, Berlin Público: 4 100 Árbitros: GRE Grécia C. Christodolou UKR Ucrânia S. Zashchuk MKD Macedônia do Norte I. Mitrovski |  |

| 6 de setembro 21:00 | Relatório | Turquia                                                                              | 77–104 | Espanha                                                           |  | Mercedes Benz Arena, Berlim Público: 6 750 Árbitros: CRO Croácia S Radovic SLO Eslovênia S. Petek MNE Montenegro M. Koljensic |  |
| 6 de setembro 21:00 | Relatório | Placar por quarto: 18-24, 20-30, 18-27, 21-23                                        |        |                                                                   |  | Mercedes Benz Arena, Berlim Público: 6 750 Árbitros: CRO Croácia S Radovic SLO Eslovênia S. Petek MNE Montenegro M. Koljensic |  |
| 6 de setembro 21:00 | Relatório | Pts: E. Ilyasova 15 Rbts: C. Osman e O. Savaz 4 Asts: 3 jogadores com 2 assistências |        | Pts: P. Gasol 21 Rbts: P. Gasol 7 Asts: S. Rodriguez e S. Llull 5 |  | Mercedes Benz Arena, Berlim Público: 6 750 Árbitros: CRO Croácia S Radovic SLO Eslovênia S. Petek MNE Montenegro M. Koljensic |  |

| 8 de setembro 14:30 | Relatório | Sérvia                                                                       | 93–64 | Islândia                                                                        |  | Mercedes Benz Arena, Berlim Público: 2 800 Árbitros: CRO Croácia S Radovic CZE Chéquia R. Vyklicky MKD Macedônia do Norte I. Mitrovski |  |
| 8 de setembro 14:30 | Relatório | Placar por quarto: 24-16, 18-16, 25-16, 26-16                                |       |                                                                                 |  | Mercedes Benz Arena, Berlim Público: 2 800 Árbitros: CRO Croácia S Radovic CZE Chéquia R. Vyklicky MKD Macedônia do Norte I. Mitrovski |  |
| 8 de setembro 14:30 | Relatório | Pts: N. Nedovic 15 Rbts: B. Bogdanovic 7 Asts: M. Teodosic e B. Bogdanovic 6 |       | Pts: L. Gunnarsson 18 Rbts: J. Sigurdarson 6 Asts: J. Stefansson e H. Palsson 4 |  | Mercedes Benz Arena, Berlim Público: 2 800 Árbitros: CRO Croácia S Radovic CZE Chéquia R. Vyklicky MKD Macedônia do Norte I. Mitrovski |  |

| 8 de setembro 17:45 | Relatório | Alemanha                                                                  | 75–80 | Turquia                                               |  | Mercedes Benz Arena, Berlim Público: 13 050 Árbitros: GRE Grécia C Christodolou UKR Ucrânia S. Zashchuk MNE Montenegro M. Koljensic |  |
| 8 de setembro 17:45 | Relatório | Placar por quarto: 11-31, 13-10, 19-19, 32-20                             |       |                                                       |  | Mercedes Benz Arena, Berlim Público: 13 050 Árbitros: GRE Grécia C Christodolou UKR Ucrânia S. Zashchuk MNE Montenegro M. Koljensic |  |
| 8 de setembro 17:45 | Relatório | Pts: D. Schröder 24 Rbts: D. Schröder e D. Nowitzki 5 Asts: D. Schröder 6 |       | Pts: C. Osman 17 Rbts: S. Erden 9 Asts: A. Muhammed 5 |  | Mercedes Benz Arena, Berlim Público: 13 050 Árbitros: GRE Grécia C Christodolou UKR Ucrânia S. Zashchuk MNE Montenegro M. Koljensic |  |

| 8 de setembro 21:00 | Relatório | Espanha                                             | 98–105 | Itália                                                       |  | Mercedes Benz Arena, Berlim Público: 4 400 Árbitros: UKR Ucrânia B Ryzhyk SLO Eslovênia S. Petek EST Estônia A. Halliko |  |
| 8 de setembro 21:00 | Relatório | Placar por quarto: 20-19, 25-23, 18-31, 35-32       |        |                                                              |  | Mercedes Benz Arena, Berlim Público: 4 400 Árbitros: UKR Ucrânia B Ryzhyk SLO Eslovênia S. Petek EST Estônia A. Halliko |  |
| 8 de setembro 21:00 | Relatório | Pts: P. Gasol 34 Rbts: P. Gasol 10 Asts: S. Llull 9 |        | Pts: D. Galinari 29 Rbts: D. Galinari 8 Asts: M. Belinelli 7 |  | Mercedes Benz Arena, Berlim Público: 4 400 Árbitros: UKR Ucrânia B Ryzhyk SLO Eslovênia S. Petek EST Estônia A. Halliko |  |

| 9 de setembro 14:30 | Relatório | Turquia                                               | 72–91 | Sérvia                                                                   |  | Mercedes Benz Arena, Berlim Público: 4 400 Árbitros: UKR Ucrânia B Ryzhyk UKR Ucrânia S. Zashchuk LTU Lituânia T. Jacevicius |  |
| 9 de setembro 14:30 | Relatório | Placar por quarto: 14-30, 21-23, 24-18, 13-20         |       |                                                                          |  | Mercedes Benz Arena, Berlim Público: 4 400 Árbitros: UKR Ucrânia B Ryzhyk UKR Ucrânia S. Zashchuk LTU Lituânia T. Jacevicius |  |
| 9 de setembro 14:30 | Relatório | Pts: A. Muhammed 16 Rbts: C. Osman 9 Asts: S. Guler 6 |       | Pts: M. Raduljica 20 Rbts: O Kuzmic e M Raduljica 6 Asts: M. Teodosic 13 |  | Mercedes Benz Arena, Berlim Público: 4 400 Árbitros: UKR Ucrânia B Ryzhyk UKR Ucrânia S. Zashchuk LTU Lituânia T. Jacevicius |  |

| 9 de setembro 17:45 | Relatório | Itália                                                                                 | 89–82 | Alemanha                                                       |  | Mercedes Benz Arena, Berlim Público: 13 050 Árbitros: GRE Grécia C. Christodolou CRO Croácia S. Radovic MNE Montenegro M. Koljensic |  |
| 9 de setembro 17:45 | Relatório | Placar por quarto: 17-22, 25-19, 12-18, 22-17                                          |       |                                                                |  | Mercedes Benz Arena, Berlim Público: 13 050 Árbitros: GRE Grécia C. Christodolou CRO Croácia S. Radovic MNE Montenegro M. Koljensic |  |
| 9 de setembro 17:45 | Relatório | Pts: D. Gallinari 25 Rbts: D. Gallinari e P. Aradori 9 Asts: A. Gentile e D. Hackett 4 |       | Pts: D. Schöroder 29 Rbts: D. Nowitzki 10 Asts: D. Schöroder 7 |  | Mercedes Benz Arena, Berlim Público: 13 050 Árbitros: GRE Grécia C. Christodolou CRO Croácia S. Radovic MNE Montenegro M. Koljensic |  |

| 9 de setembro 21:00 | Relatório | Islândia                                                                   | 73–99 | Espanha                                                            |  | Mercedes Benz Arena, Berlim Público: 13 050 Árbitros: SLO Eslovênia S. Petek CZE Chéquia R. Vylhicky MKD Macedônia do Norte I. Mitrovski |  |
| 9 de setembro 21:00 | Relatório | Placar por quarto: 16-20, 20-21, 19-33, 18-25                              |       |                                                                    |  | Mercedes Benz Arena, Berlim Público: 13 050 Árbitros: SLO Eslovênia S. Petek CZE Chéquia R. Vylhicky MKD Macedônia do Norte I. Mitrovski |  |
| 9 de setembro 21:00 | Relatório | Pts: N. Mirotic 22 Rbts: P. Gasol 7 Asts: S. Rodríguez e F. San Emeterio 6 |       | Pts: J. Stefansson 17 Rbts: H. Baeringsson 8 Asts: J. Stefansson 6 |  | Mercedes Benz Arena, Berlim Público: 13 050 Árbitros: SLO Eslovênia S. Petek CZE Chéquia R. Vylhicky MKD Macedônia do Norte I. Mitrovski |  |

| 10 de setembro 21:00 | Relatório | Sérvia                                                     | 101–82 | Itália                                                   |  | Mercedes Benz Arena, Berlim Público: 4 185 Árbitros: GRE Grécia C. Christodolou UKR Ucrânia S. Zashchuk SLO Eslovênia S. Petek |  |
| 10 de setembro 21:00 | Relatório | Placar por quarto: 25-19, 23-21, 26-19, 27-23              |        |                                                          |  | Mercedes Benz Arena, Berlim Público: 4 185 Árbitros: GRE Grécia C. Christodolou UKR Ucrânia S. Zashchuk SLO Eslovênia S. Petek |  |
| 10 de setembro 21:00 | Relatório | Pts: M. Teodosic 26 Rbts: N. Bjelica 8 Asts: M. Teodosic 8 |        | Pts: A. Gentile 19 Rbts: P. Aradori 6 Asts: A. Gentile 6 |  | Mercedes Benz Arena, Berlim Público: 4 185 Árbitros: GRE Grécia C. Christodolou UKR Ucrânia S. Zashchuk SLO Eslovênia S. Petek |  |

| 10 de setembro 17:45 | Relatório | Alemanha                                                     | 76–77 | Espanha                                                 |  | Mercedes Benz Arena, Berlim Público: 13 050 Árbitros: CRO Croácia S. Radovic UKR Ucrânia B. Ryzhyk MNE Montenegro M. Koljensic |  |
| 10 de setembro 17:45 | Relatório | Placar por quarto: 20-18, 18-23, 10-19, 28-17                |       |                                                         |  | Mercedes Benz Arena, Berlim Público: 13 050 Árbitros: CRO Croácia S. Radovic UKR Ucrânia B. Ryzhyk MNE Montenegro M. Koljensic |  |
| 10 de setembro 17:45 | Relatório | Pts: D. Schöroder 26 Rbts: T. Pleiss 10 Asts: D. Schöroder 7 |       | Pts: S. Rodriguez 19 Rbts: P. Gasol 11 Asts: P. Gasol 6 |  | Mercedes Benz Arena, Berlim Público: 13 050 Árbitros: CRO Croácia S. Radovic UKR Ucrânia B. Ryzhyk MNE Montenegro M. Koljensic |  |

| 10 de setembro 21:00 | Relatório | Turquia                                                        | 111–102 | Islândia                                                            |  | Mercedes Benz Arena, Berlim Público: 3 850 Árbitros: CZE Chéquia R. Vyklicky LTU Lituânia T. Jacevicius EST Estônia A. Halliko |  |
| 10 de setembro 21:00 | Relatório | Placar por quarto: 29-22, 27-20, 17-24, 20-11                  |         |                                                                     |  | Mercedes Benz Arena, Berlim Público: 3 850 Árbitros: CZE Chéquia R. Vyklicky LTU Lituânia T. Jacevicius EST Estônia A. Halliko |  |
| 10 de setembro 21:00 | Relatório | Pts: Ali Muhammed 28 Rbts: Ali Muhammed 12 Asts: E. Ilyasova 6 |         | Pts: J. Sigurdarson 22 Rbts: H. Baeringsson 8 Asts: J. Stefansson 8 |  | Mercedes Benz Arena, Berlim Público: 3 850 Árbitros: CZE Chéquia R. Vyklicky LTU Lituânia T. Jacevicius EST Estônia A. Halliko |  |

## Grupo C
Sede: Zagreb, Croácia (Arena Zagreb)
| Pos. | Seleção       | Pts | J | V | D | PM  | PS  | Dif | CD |
| ---- | ------------- | --- | - | - | - | --- | --- | --- | -- |
| 1    | Grécia        | 8   | 4 | 4 | 0 | 319 | 275 | 44  |    |
| 2    | Croácia       | 7   | 4 | 3 | 1 | 301 | 272 | 29  |    |
| 3    | Eslovênia     | 6   | 4 | 2 | 2 | 305 | 305 | 0   |    |
| 4    | Geórgia       | 5   | 4 | 1 | 3 | 298 | 306 | -8  |    |
| 5    | Países Baixos | 5   | 4 | 1 | 3 | 290 | 309 | -19 |    |
| 6    | Macedônia     | 5   | 4 | 1 | 3 | 273 | 319 | -46 |    |

| 5 de setembro 15:00 | Relatório | Geórgia                                                                      | 72–73 | Países Baixos                                              |  | Arena Zagreb, Zagreb Público: 2 391 Árbitros: ESP Espanha B. Jimenez ALB Albânia G. Cici TUR Turquia Z. Yilmar |  |
| 5 de setembro 15:00 | Relatório | Pts: Z. Pachulia e T. Shengelia 16 Rbts: V. Sanikidze 9 Asts: T. Shengelia 5 |       | Pts: C. Kloof 22 Rbts: W. de Jong 6 Asts: R. Schaftenaar 4 |  | Arena Zagreb, Zagreb Público: 2 391 Árbitros: ESP Espanha B. Jimenez ALB Albânia G. Cici TUR Turquia Z. Yilmar |  |

| 5 de setembro 18:00 | Relatório | Macedônia                                                                        | 65–85 | Grécia                                                   |  | Arena Zagreb, Zagreb Público: 2 500 Árbitros: GER Alemanha R. Lottermoser POR Portugal S. Silva RUS Rússia I. Putenko |  |
| 5 de setembro 18:00 | Relatório | Placar por quarto: 16-23, 15-15, 19-21, 15-26                                    |       |                                                          |  | Arena Zagreb, Zagreb Público: 2 500 Árbitros: GER Alemanha R. Lottermoser POR Portugal S. Silva RUS Rússia I. Putenko |  |
| 5 de setembro 18:00 | Relatório | Pts: A. Kostoski 20 Rbts: Samardziskis 6 Asts: M. Simonovski e P. Samardziskis 3 |       | Pts: G. Printezis Rbts: K. Koufos 11 Asts: N. Calathes 8 |  | Arena Zagreb, Zagreb Público: 2 500 Árbitros: GER Alemanha R. Lottermoser POR Portugal S. Silva RUS Rússia I. Putenko |  |

| 5 de setembro 21:00 | Relatório | Croácia                                           | 80–73 | Eslovênia                                                          |  | Arena Zagreb, Zagreb Público: 11 730 Árbitros: ITA Itália L. Lamonica POL Polônia J. Zamojski FRA França J. Charles Collin |  |
| 5 de setembro 21:00 | Relatório | Placar por quarto: 17-23, 27-15, 21-16, 15-19     |       |                                                                    |  | Arena Zagreb, Zagreb Público: 11 730 Árbitros: ITA Itália L. Lamonica POL Polônia J. Zamojski FRA França J. Charles Collin |  |
| 5 de setembro 21:00 | Relatório | Pts: K. Simon 20 Rbts: D. Saric 7 Asts: R. Ukic 4 |       | Pts: A. Dragic Rbts: J. Blazic 6 Asts: J. Klobucar e K. Prepelic 8 |  | Arena Zagreb, Zagreb Público: 11 730 Árbitros: ITA Itália L. Lamonica POL Polônia J. Zamojski FRA França J. Charles Collin |  |

| 6 de setembro 15:00 | Relatório | Países Baixos                                                      | 71–78 | Macedônia                                                  |  | Arena Zagreb, Zagreb Público: 1 170 Árbitros: ITA Itália L. Lamonica TUR Turquia Z. Yilmaz FRA França J. Charles Collin |  |
| 6 de setembro 15:00 | Relatório | Placar por quarto: 20-19, 11-24, 18-13, 22-22                      |       |                                                            |  | Arena Zagreb, Zagreb Público: 1 170 Árbitros: ITA Itália L. Lamonica TUR Turquia Z. Yilmaz FRA França J. Charles Collin |  |
| 6 de setembro 15:00 | Relatório | Pts: N. de Jong 19 Rbts: H. Norel 9 Asts: L. Williams e C. Kloof 3 |       | Pts: V. Ilievski 14 Rbts: R. Hendrix 7 Asts: V. Ilievski 7 |  | Arena Zagreb, Zagreb Público: 1 170 Árbitros: ITA Itália L. Lamonica TUR Turquia Z. Yilmaz FRA França J. Charles Collin |  |

| 6 de setembro 18:00 | Relatório | Eslovênia                                                                        | 79–68 | Geórgia                                                          |  | Arena Zagreb, Zagreb Público: 3 892 Árbitros: POR Portugal S. Silva ALB Albânia G. Cici FIN Finlândia P. Mantyla |  |
| 6 de setembro 18:00 | Relatório | Placar por quarto: 17-13, 24-13, 24-22, 14-20                                    |       |                                                                  |  | Arena Zagreb, Zagreb Público: 3 892 Árbitros: POR Portugal S. Silva ALB Albânia G. Cici FIN Finlândia P. Mantyla |  |
| 6 de setembro 18:00 | Relatório | Pts: K. Prepelic 21 Rbts: K. Prepelic e U Slokar 5 Asts: K. Prepelic e A. Omic 4 |       | Pts: T. Shengelia 21 Rbts: G. Shermadini 4 Asts: G. Tsintsadze 7 |  | Arena Zagreb, Zagreb Público: 3 892 Árbitros: POR Portugal S. Silva ALB Albânia G. Cici FIN Finlândia P. Mantyla |  |

| 6 de setembro 21:00 | Relatório | Grécia                                                      | 72–70 | Croácia                                           |  | Arena Zagreb, Zagreb Público: 12 000 Árbitros: GER Alemanha R. Lottermoser ESP Espanha J. Jimenez POL Polônia J. Zamojski |  |
| 6 de setembro 21:00 | Relatório | Placar por quarto: 13-18, 15-15, 23-24, 21-13               |       |                                                   |  | Arena Zagreb, Zagreb Público: 12 000 Árbitros: GER Alemanha R. Lottermoser ESP Espanha J. Jimenez POL Polônia J. Zamojski |  |
| 6 de setembro 21:00 | Relatório | Pts: V. Spanoulis 16 Rbts: K. Koufas 9 Asts: V. Spanoulis 6 |       | Pts: K. Simon 18 Rbts: D. Saric 6 Asts: R. Ukic 4 |  | Arena Zagreb, Zagreb Público: 12 000 Árbitros: GER Alemanha R. Lottermoser ESP Espanha J. Jimenez POL Polônia J. Zamojski |  |

| 8 de setembro 15:00 | Relatório | Eslovênia                                               | 81–74 | Países Baixos                                                   |  | Arena Zagreb, Zagreb Público: 1 841 Árbitros: GER Alemanha R. Lottermoser RUS Rússia I. Putenko POL Polônia J. Zamojski |  |
| 8 de setembro 15:00 | Relatório | Placar por quarto: 23-15, 18-14, 16-23, 24-22           |       |                                                                 |  | Arena Zagreb, Zagreb Público: 1 841 Árbitros: GER Alemanha R. Lottermoser RUS Rússia I. Putenko POL Polônia J. Zamojski |  |
| 8 de setembro 15:00 | Relatório | Pts: K. Prepelic 16 Rbts: A. Omic 7 Asts: K. Prepelic 6 |       | Pts: C. Kloof 25 Rbts: C. Kloof e W. de Jong 6 Asts: C. Kloof 4 |  | Arena Zagreb, Zagreb Público: 1 841 Árbitros: GER Alemanha R. Lottermoser RUS Rússia I. Putenko POL Polônia J. Zamojski |  |

| 8 de setembro 18:00 | Relatório | Geórgia                                                       | 68–79 | Grécia                                                      |  | Arena Zagreb, Zagreb Público: 588 Árbitros: ESP Espanha B. Jimenez POR Portugal S. Silva TUR Turquia Z. Yilmaz |  |
| 8 de setembro 18:00 | Relatório | Placar por quarto: 15-25, 7-25, 26-11, 20-18                  |       |                                                             |  | Arena Zagreb, Zagreb Público: 588 Árbitros: ESP Espanha B. Jimenez POR Portugal S. Silva TUR Turquia Z. Yilmaz |  |
| 8 de setembro 18:00 | Relatório | Pts: T. Shengelia 20 Rbts: T. Shengelia 8 Asts: Z. Pachulia 5 |       | Pts: N. Calathes 19 Rbts: I. Bourousis 5 Asts: N.Calathes 8 |  | Arena Zagreb, Zagreb Público: 588 Árbitros: ESP Espanha B. Jimenez POR Portugal S. Silva TUR Turquia Z. Yilmaz |  |

| 8 de setembro 21:00 | Relatório | Croácia                                            | 73–55 | Macedônia                                                                      |  | Arena Zagreb, Zagreb Público: 9 828 Árbitros: ITA Itália L. Lamonica ALB Albânia G. Cici FIN Finlândia P. Mäntylä |  |
| 8 de setembro 21:00 | Relatório | Placar por quarto: 15-18, 15-14, 22-10, 21-13      |       |                                                                                |  | Arena Zagreb, Zagreb Público: 9 828 Árbitros: ITA Itália L. Lamonica ALB Albânia G. Cici FIN Finlândia P. Mäntylä |  |
| 8 de setembro 21:00 | Relatório | Pts: D. Saric 15 Rbts: A. Tomic 9 Asts: K. Simon 5 |       | Pts: P. Samardziski 10 Rbts: R. Hendrix 6 Asts: 3 jogadores com 3 assistências |  | Arena Zagreb, Zagreb Público: 9 828 Árbitros: ITA Itália L. Lamonica ALB Albânia G. Cici FIN Finlândia P. Mäntylä |  |

| 9 de setembro 15:00 | Relatório | Grécia                                                         | 83–72 | Eslovênia                                               |  | Arena Zagreb, Zagreb Público: 5 578 Árbitros: ITA Itália L. Lamonica ESP Espanha B. Jimenez ALB Albânia G. Cici |  |
| 9 de setembro 15:00 | Relatório | Placar por quarto: 23-17, 23-14, 16-22, 21-19                  |       |                                                         |  | Arena Zagreb, Zagreb Público: 5 578 Árbitros: ITA Itália L. Lamonica ESP Espanha B. Jimenez ALB Albânia G. Cici |  |
| 9 de setembro 15:00 | Relatório | Pts: V. Spanoulis 19 Rbts: I. Bourousis 8 Asts: V. Spanoulis 6 |       | Pts: J. Blazic 27 Rbts: J. Blazic 4 Asts: K. Prepelic 4 |  | Arena Zagreb, Zagreb Público: 5 578 Árbitros: ITA Itália L. Lamonica ESP Espanha B. Jimenez ALB Albânia G. Cici |  |

| 9 de setembro 18:00 | Relatório | Macedônia                                     | 75–90 | Geórgia |  | Arena Zagreb, Zagreb Público: 5 578 Árbitros: GER Alemanha R. Lottermoser POL Polônia J. Zamojski FIN Finlândia P. Mäntylä |  |
| 9 de setembro 18:00 | Relatório | Placar por quarto: 18-21, 19-27, 18-23, 20-19 |       |         |  | Arena Zagreb, Zagreb Público: 5 578 Árbitros: GER Alemanha R. Lottermoser POL Polônia J. Zamojski FIN Finlândia P. Mäntylä |  |

| 9 de setembro 21:00 | Relatório | Países Baixos                                 | 72–78 | Croácia |  | Arena Zagreb, Zagreb Árbitros: POR Portugal S. Silva RUS Rússia I. Putenko FRA França JC Collin |  |
| 9 de setembro 21:00 | Relatório | Placar por quarto: 18-14, 17-25, 18-23, 19-16 |       |         |  | Arena Zagreb, Zagreb Árbitros: POR Portugal S. Silva RUS Rússia I. Putenko FRA França JC Collin |  |

| 10 de setembro 15:00 | Relatório | Eslovênia | – | Macedônia do Norte |  | Arena Zagreb, Zagreb |  |

| 10 de setembro 18:00 | Relatório | Geórgia | – | Croácia |  | Arena Zagreb, Zagreb |  |

| 10 de setembro 21:00 | Relatório | Grécia | – | Países Baixos |  | Arena Zagreb, Zagreb |  |

## Grupo D
Sede: Riga, Letónia (Arena Riga)
| Pos. | Seleção  | Pts | J | V | D | PM  | PS  | Dif | CD |
| ---- | -------- | --- | - | - | - | --- | --- | --- | -- |
| 1    | Lituânia | 9   | 5 | 4 | 1 | 360 | 336 | 24  |    |
| 2    | Letônia  | 8   | 5 | 3 | 2 | 348 | 339 | 9   |    |
| 3    | Chéquia  | 8   | 5 | 3 | 2 | 370 | 342 | 28  |    |
| 4    | Bélgica  | 8   | 5 | 3 | 2 | 370 | 344 | 26  |    |
| 5    | Estônia  | 6   | 5 | 1 | 4 | 316 | 374 | -58 |    |
| 6    | Ucrânia  | 6   | 5 | 1 | 4 | 349 | 378 | -29 |    |

| 5 de setembro 15:30 | Relatório | República Checa                                             | 80–57 | Estônia                                                               |  | Arena Riga, Riga Público: 5 142 Árbitros: SRB Sérvia I. Belosevic ISR Israel A. Balak ITA Itália S. Lanzarini |  |
| 5 de setembro 15:30 | Relatório | Placar por quarto: 18-9, 25-15, 21-11, 16-22                |       |                                                                       |  | Arena Riga, Riga Público: 5 142 Árbitros: SRB Sérvia I. Belosevic ISR Israel A. Balak ITA Itália S. Lanzarini |  |
| 5 de setembro 15:30 | Relatório | Pts: J. Vesely 14 Rbts: J. Vesely 8 Asts: 3 jogadores com 3 |       | Pts: S. Vene 18 Rbts: S. Vene 13 Asts: 3 jogadores com 2 assistências |  | Arena Riga, Riga Público: 5 142 Árbitros: SRB Sérvia I. Belosevic ISR Israel A. Balak ITA Itália S. Lanzarini |  |

| 5 de setembro 18:30 | Relatório | Bélgica                                                                   | 67–78 | Letônia                                                                 |  | Arena Riga, Riga Público: 8 217 Árbitros: ESP Espanha E. Perez TUR Turquia E. Mogulkoc POL Polônia M. Kowalski |  |
| 5 de setembro 18:30 | Relatório | Placar por quarto: 19-25, 19-15, 14-11, 15-27                             |       |                                                                         |  | Arena Riga, Riga Público: 8 217 Árbitros: ESP Espanha E. Perez TUR Turquia E. Mogulkoc POL Polônia M. Kowalski |  |
| 5 de setembro 18:30 | Relatório | Pts: A. Hervelle 13 Rbts: A. Hervelle e M. de Zeeuw 6 Asts: A. Hervelle 7 |       | Pts: M. Meiers 15 Rbts: R. Freimanis e J. Timma 5 Asts: J. Strelnieks 7 |  | Arena Riga, Riga Público: 8 217 Árbitros: ESP Espanha E. Perez TUR Turquia E. Mogulkoc POL Polônia M. Kowalski |  |

| 5 de setembro 21:30 | Relatório | Lituânia                                                         | 69–68 | Ucrânia                                                  |  | Arena Riga, Riga Público: 8 846 Árbitros: SRB Sérvia M. Jovcic FRA França E. Viator ISL Islândia S. Herbertsson |  |
| 5 de setembro 21:30 | Relatório | Placar por quarto: 19-12, 14-14, 17-19, 19-23                    |       |                                                          |  | Arena Riga, Riga Público: 8 846 Árbitros: SRB Sérvia M. Jovcic FRA França E. Viator ISL Islândia S. Herbertsson |  |
| 5 de setembro 21:30 | Relatório | Pts: P. Jankunas 22 Rbts: J. Valanciunas 11 Asts: M. Kalnietis 7 |       | Pts: K. Fesenko 19 Rbts: K. Fesenjo 11 Asts: J. Randle 6 |  | Arena Riga, Riga Público: 8 846 Árbitros: SRB Sérvia M. Jovcic FRA França E. Viator ISL Islândia S. Herbertsson |  |

| 6 de setembro 15:30 | Relatório | Estônia                                             | 55–84 | Bélgica                                                             |  | Arena Riga, Riga Público: 5 142 Árbitros: SRB Sérvia M. Jovcic FRA França E. Viator POL Polônia M. Kowalski |  |
| 6 de setembro 15:30 | Relatório | Placar por quarto: 9-27, 9-19, 26-23, 11-15         |       |                                                                     |  | Arena Riga, Riga Público: 5 142 Árbitros: SRB Sérvia M. Jovcic FRA França E. Viator POL Polônia M. Kowalski |  |
| 6 de setembro 15:30 | Relatório | Pts: S. Vene 12 Rbts: R. Veideman 8 Asts: S. Sokk 4 |       | Pts: M. Lojeski 16 Rbts: A. Hervelle e M. Lojeski 6 Asts: J. Tabu 4 |  | Arena Riga, Riga Público: 5 142 Árbitros: SRB Sérvia M. Jovcic FRA França E. Viator POL Polônia M. Kowalski |  |

| 6 de setembro 18:30 | Relatório | Letônia                                                                | 49–68 | Lituânia                                                         |  | Arena Riga, Riga Público: 10 492 Árbitros: SRB Sérvia I. Belosevic BIH Bósnia e Herzegovina P. Obradovic ITA Itália S. Lanzarini |  |
| 6 de setembro 18:30 | Relatório | Placar por quarto: 19-13, 9-16, 11-20, 10-19                           |       |                                                                  |  | Arena Riga, Riga Público: 10 492 Árbitros: SRB Sérvia I. Belosevic BIH Bósnia e Herzegovina P. Obradovic ITA Itália S. Lanzarini |  |
| 6 de setembro 18:30 | Relatório | Pts: R. Freimanis e K. Berzins 8 Rbts: R. Freimanis 9 Asts: J. Timma 3 |       | Pts: J. Valanciunas 15 Rbts: J. Maciulis 10 Asts: M. Kalnietis 6 |  | Arena Riga, Riga Público: 10 492 Árbitros: SRB Sérvia I. Belosevic BIH Bósnia e Herzegovina P. Obradovic ITA Itália S. Lanzarini |  |

| 6 de setembro 21:30 | Relatório | Ucrânia                                                   | 64–78 | República Checa                                           |  | Arena Riga, Riga Público: 614 Árbitros: ESP Espanha E. Perez TUR Turquia E. Mogulkoc ISR Israel A. Balak |  |
| 6 de setembro 21:30 | Relatório | Placar por quarto: 14-20, 16-26, 15-19, 19-13             |       |                                                           |  | Arena Riga, Riga Público: 614 Árbitros: ESP Espanha E. Perez TUR Turquia E. Mogulkoc ISR Israel A. Balak |  |
| 6 de setembro 21:30 | Relatório | Pts: K. Fesenko 14 Rbts: K. Fesenko 8 Asts: D. Lukashov 4 |       | Pts: J. Vesely 19 Rbts: J. Vesely 9 Asts: T. Satoransky 6 |  | Arena Riga, Riga Público: 614 Árbitros: ESP Espanha E. Perez TUR Turquia E. Mogulkoc ISR Israel A. Balak |  |

| 7 de setembro 15:30 | Relatório | Lituânia                                                             | 74–76 | Bélgica                                                     |  | Arena Riga, Riga Público: 3 570 Árbitros: ESP Espanha E. Perez BIH Bósnia e Herzegovina P. Obradovic ISL Islândia S. Herbertsson |  |
| 7 de setembro 15:30 | Relatório | Placar por quarto: 20-12, 15-23, 19-22, 20-19                        |       |                                                             |  | Arena Riga, Riga Público: 3 570 Árbitros: ESP Espanha E. Perez BIH Bósnia e Herzegovina P. Obradovic ISL Islândia S. Herbertsson |  |
| 7 de setembro 15:30 | Relatório | Pts: J. Valanciunas 25 Rbts: J. Valanciunas 12 Asts: M. Kalnietis 13 |       | Pts: M. Lojeski 22 Rbts: M. Lojeski 4 Asts: S. Van Rossom 5 |  | Arena Riga, Riga Público: 3 570 Árbitros: ESP Espanha E. Perez BIH Bósnia e Herzegovina P. Obradovic ISL Islândia S. Herbertsson |  |

| 7 de setembro 18:30 | Relatório | República Checa                                                | 65–72 | Letônia                                                                |  | Arena Riga, Riga Público: 5 710 Árbitros: SRB Sérvia M. Jovcic TUR Turquia E. Mogulkoc POL Polônia M. Kowalski |  |
| 7 de setembro 18:30 | Relatório | Placar por quarto: 22-17, 11-23, 9-11, 23-21                   |       |                                                                        |  | Arena Riga, Riga Público: 5 710 Árbitros: SRB Sérvia M. Jovcic TUR Turquia E. Mogulkoc POL Polônia M. Kowalski |  |
| 7 de setembro 18:30 | Relatório | Pts: T. Satoranský 22 Rbts: J. Veselý 11 Asts: T. Satoranský 9 |       | Pts: J. Blums 14 Rbts: J. Timma e R. Freimanis 8 Asts: J. Strelnieks 7 |  | Arena Riga, Riga Público: 5 710 Árbitros: SRB Sérvia M. Jovcic TUR Turquia E. Mogulkoc POL Polônia M. Kowalski |  |

| 7 de setembro 21:30 | Relatório | Ucrânia                                                    | 71–78 | Estônia                                                         |  | Arena Riga, Riga Público: 2 795 Árbitros: SRB Sérvia I. Belosevic FRA França E. Viator ISR Israel A. Balak |  |
| 7 de setembro 21:30 | Relatório | Placar por quarto: 25-14, 23-14, 6-22, 27-28               |       |                                                                 |  | Arena Riga, Riga Público: 2 795 Árbitros: SRB Sérvia I. Belosevic FRA França E. Viator ISR Israel A. Balak |  |
| 7 de setembro 21:30 | Relatório | Pts: J. Randle 22 Rbts: M. Pustozvonov 7 Asts: J. Randle 4 |       | Pts: G. Arbet 26 Rbts: J. Talts 7 Asts: R. Veideman e S. Sokk 6 |  | Arena Riga, Riga Público: 2 795 Árbitros: SRB Sérvia I. Belosevic FRA França E. Viator ISR Israel A. Balak |  |

| 9 de setembro 15:30 | Relatório | Bélgica                                       | 64–66 | República Checa |  | Arena Riga, Riga Público: 477 Árbitros: SRB Sérvia I. Belosevic ITA Itália S. Lanzarini BIH Bósnia e Herzegovina P. Obradovic |  |
| 9 de setembro 15:30 | Relatório | Placar por quarto: 17-21, 11-12, 16-18, 20-15 |       |                 |  | Arena Riga, Riga Público: 477 Árbitros: SRB Sérvia I. Belosevic ITA Itália S. Lanzarini BIH Bósnia e Herzegovina P. Obradovic |  |

| 9 de setembro 18:30 | Relatório | Letônia                                       | 74–75 | Ucrânia |  | Arena Riga, Riga Público: 5998 Árbitros: ESP Espanha E. Perez SRB Sérvia M. Jovcic ISL Islândia S. Herbertsson |  |
| 9 de setembro 18:30 | Relatório | Placar por quarto: 21-14, 18-24, 23-22, 12-15 |       |         |  | Arena Riga, Riga Público: 5998 Árbitros: ESP Espanha E. Perez SRB Sérvia M. Jovcic ISL Islândia S. Herbertsson |  |

| 9 de setembro 21:30 | Relatório | Estônia                                       | 62–64 | Lituânia |  | Arena Riga, Riga Público: 6 985 Árbitros: TUR Turquia E. Mogulkoc POL Polônia M. Kowalski ISR Israel A. Balak |  |
| 9 de setembro 21:30 | Relatório | Placar por quarto: 15-20, 16-18, 20-11, 11-15 |       |          |  | Arena Riga, Riga Público: 6 985 Árbitros: TUR Turquia E. Mogulkoc POL Polônia M. Kowalski ISR Israel A. Balak |  |

| 10 de setembro 15:30 | Relatório | Ucrânia                                       | 71–79 | Bélgica |  | Arena Riga, Riga Público: 387 Árbitros: SRB Sérvia M. Jovcic POL Polônia M. Kowalski ISL Islândia S. Herbertsson |  |
| 10 de setembro 15:30 | Relatório | Placar por quarto: 19-14, 20-21, 15-24, 17-20 |       |         |  | Arena Riga, Riga Público: 387 Árbitros: SRB Sérvia M. Jovcic POL Polônia M. Kowalski ISL Islândia S. Herbertsson |  |

| 10 de setembro 18:30 | Relatório | Letônia                                      | 75–64 | Estônia |  | Arena Riga, Riga Público: 9 073 Árbitros: SRB Sérvia I. Belosevic FRA França E. Viator ITA Itália S. Lanzarini |  |
| 10 de setembro 18:30 | Relatório | Placar por quarto: 15-19, 18-15, 22-5, 20-15 |       |         |  | Arena Riga, Riga Público: 9 073 Árbitros: SRB Sérvia I. Belosevic FRA França E. Viator ITA Itália S. Lanzarini |  |

| 10 de setembro 21:30 | Relatório | República Checa                                               | 81–85 | Lituânia                                                           | OT | Arena Riga, Riga Público: 4 669 Árbitros: ESP Espanha E. Perez TUR Turquia E. Mogulkoc BIH Bósnia e Herzegovina P. Obradovic |  |
| 10 de setembro 21:30 | Relatório | Placar por quarto: 18-12, 19-15, 14-28, 18-14, OT: 12-16      |       |                                                                    | OT | Arena Riga, Riga Público: 4 669 Árbitros: ESP Espanha E. Perez TUR Turquia E. Mogulkoc BIH Bósnia e Herzegovina P. Obradovic |  |
| 10 de setembro 21:30 | Relatório | Pts: B. Schib 18 Rbts: T. Satoransky 9 Asts: T. Satoransky 15 |       | Pts: M. Kuzminskas 18 Rbts: J. Valanciunas 10 Asts: M. Kalnietis 4 | OT | Arena Riga, Riga Público: 4 669 Árbitros: ESP Espanha E. Perez TUR Turquia E. Mogulkoc BIH Bósnia e Herzegovina P. Obradovic |  |

## Chaveamento
|  | Oitavas de final       | Oitavas de final       |                        |    | Quartas de final | Quartas de final |                        |                        | Semifinais | Semifinais |  |  | Final | Final |
|  |                        |                        |                        |    |                  |                  |                        |                        |            |            |  |  |       |       |
|  | 12 de Setembro – Lille |                        |                        |    |                  |                  |                        |                        |            |            |  |  |       |       |
|  |                        |                        |                        |    |                  |                  |                        |                        |            |            |  |  |       |       |
|  | França                 | 76                     |                        |    |                  |                  |                        |                        |            |            |  |  |       |       |
|  | França                 | 76                     | 15 de Setembro – Lille |    |                  |                  |                        |                        |            |            |  |  |       |       |
|  | Turquia                | 53                     |                        |    |                  |                  |                        |                        |            |            |  |  |       |       |
|  | Turquia                | 53                     | França                 | 84 |                  |                  |                        |                        |            |            |  |  |       |       |
|  | 12 de Setembro – Lille |                        | França                 | 84 |                  |                  |                        |                        |            |            |  |  |       |       |
|  |                        | Letônia                | 80                     |    |                  |                  |                        |                        |            |            |  |  |       |       |
|  | Letônia                | Letônia                | 80                     | 73 |                  |                  |                        |                        |            |            |  |  |       |       |
|  | Letônia                |                        | 18 de Setembro – Lille | 73 |                  |                  |                        |                        |            |            |  |  |       |       |
|  | Eslovênia              | 66                     |                        |    |                  |                  |                        |                        |            |            |  |  |       |       |
|  | Eslovênia              | 66                     | Espanha                | 80 |                  |                  |                        |                        |            |            |  |  |       |       |
|  | 12 de Setembro – Lille |                        | Espanha                | 80 |                  |                  |                        |                        |            |            |  |  |       |       |
|  |                        | França                 | 75                     |    |                  |                  |                        |                        |            |            |  |  |       |       |
|  | Espanha                | França                 | 75                     | 80 |                  |                  |                        |                        |            |            |  |  |       |       |
|  | Espanha                | 15 de Setembro – Lille |                        | 80 |                  |                  |                        |                        |            |            |  |  |       |       |
|  | Polônia                | 66                     |                        |    |                  |                  |                        |                        |            |            |  |  |       |       |
|  | Polônia                | 66                     | Espanha                | 73 |                  |                  |                        |                        |            |            |  |  |       |       |
|  | 12 de Setembro – Lille |                        | Espanha                | 73 |                  |                  |                        |                        |            |            |  |  |       |       |
|  |                        | Grécia                 | 71                     |    |                  |                  |                        |                        |            |            |  |  |       |       |
|  | Grécia                 | Grécia                 | 71                     | 75 |                  |                  |                        |                        |            |            |  |  |       |       |
|  | Grécia                 |                        | 20 de Setembro – Lille | 75 |                  |                  |                        |                        |            |            |  |  |       |       |
|  | Bélgica                | 54                     |                        |    |                  |                  |                        |                        |            |            |  |  |       |       |
|  | Bélgica                | 54                     | Espanha                | 80 |                  |                  |                        |                        |            |            |  |  |       |       |
|  | 13 de Setembro – Lille |                        | Espanha                | 80 |                  |                  |                        |                        |            |            |  |  |       |       |
|  |                        | Lituânia               | 63                     |    |                  |                  |                        |                        |            |            |  |  |       |       |
|  | Sérvia                 | Lituânia               | 63                     | 94 |                  |                  |                        |                        |            |            |  |  |       |       |
|  | Sérvia                 | 16 de Setembro – Lille |                        | 94 |                  |                  |                        |                        |            |            |  |  |       |       |
|  | Finlândia              | 81                     |                        |    |                  |                  |                        |                        |            |            |  |  |       |       |
|  | Finlândia              | 81                     | Sérvia                 | 89 |                  |                  |                        |                        |            |            |  |  |       |       |
|  | 13 de Setembro – Lille |                        | Sérvia                 | 89 |                  |                  |                        |                        |            |            |  |  |       |       |
|  |                        | Chéquia                | 75                     |    |                  |                  |                        |                        |            |            |  |  |       |       |
|  | Croácia                | Chéquia                | 75                     | 59 |                  |                  |                        |                        |            |            |  |  |       |       |
|  | Croácia                |                        | 18 de Setembro – Lille | 59 |                  |                  |                        |                        |            |            |  |  |       |       |
|  | Chéquia                | 80                     |                        |    |                  |                  |                        |                        |            |            |  |  |       |       |
|  | Chéquia                | 80                     | Sérvia                 | 64 |                  |                  |                        |                        |            |            |  |  |       |       |
|  | 13 de Setembro – Lille |                        | Sérvia                 | 64 |                  |                  |                        |                        |            |            |  |  |       |       |
|  |                        | Lituânia               | 67                     |    | Terceiro lugar   | Terceiro lugar   |                        |                        |            |            |  |  |       |       |
|  | Israel                 | Lituânia               | 67                     | 52 | Terceiro lugar   | Terceiro lugar   |                        |                        |            |            |  |  |       |       |
|  | Israel                 | 16 de Setembro – Lille | 16 de Setembro – Lille | 52 |                  |                  | 20 de Setembro – Lille | 20 de Setembro – Lille |            |            |  |  |       |       |
|  | Itália                 | 16 de Setembro – Lille | 16 de Setembro – Lille | 82 |                  |                  | 20 de Setembro – Lille | 20 de Setembro – Lille |            |            |  |  |       |       |
|  | Itália                 | Itália                 | 85                     | 82 | França           | 81               |                        |                        |            |            |  |  |       |       |
|  | 13 de Setembro – Lille | Itália                 | 85                     |    | França           | 81               |                        |                        |            |            |  |  |       |       |
|  |                        | Lituânia               | 95                     |    | Sérvia           | 68               |                        |                        |            |            |  |  |       |       |
|  | Lituânia               | Lituânia               | 95                     | 85 | Sérvia           | 68               |                        |                        |            |            |  |  |       |       |
|  | Lituânia               |                        |                        | 85 |                  |                  |                        |                        |            |            |  |  |       |       |
|  | Geórgia                | 81                     |                        |    |                  |                  |                        |                        |            |            |  |  |       |       |
|  | Geórgia                | 81                     |                        |    |                  |                  |                        |                        |            |            |  |  |       |       |

## Oitavas de Final
| 12 de Setembro 12:00 | Relatório | Letônia                                                                        | 73–66 | Eslovênia                                                 |  | Stade Pierre-Mauroy, Lille Público: 10 023 Árbitros: ESP Espanha E. Perez GER Alemanha R. Lottermoser TUR Turquia E. Mogulkoc |  |
| 12 de Setembro 12:00 | Relatório | Placar por quarto: 20-20, 22-20, 13-12, 18-14                                  |       |                                                           |  | Stade Pierre-Mauroy, Lille Público: 10 023 Árbitros: ESP Espanha E. Perez GER Alemanha R. Lottermoser TUR Turquia E. Mogulkoc |  |
| 12 de Setembro 12:00 | Relatório | Pts: J. Strelnieks 17 Rbts: J. Strelnieks e K. Berzins 6 Asts: J. Strelnieks 8 |       | Pts: Z. Dragic 17 Rbts: K. Prepelic 7 Asts: K. Prepelic 5 |  | Stade Pierre-Mauroy, Lille Público: 10 023 Árbitros: ESP Espanha E. Perez GER Alemanha R. Lottermoser TUR Turquia E. Mogulkoc |  |

| 12 de Setembro 14:30 | Relatório | Grécia                                                              | 75–54 | Bélgica                                                    |  | Stade Pierre-Mauroy, Lille Público: 13 672 Árbitros: SRB Sérvia I. Belosevic ESP Espanha B. Jimenez UKR Ucrânia S. Zashchuk |  |
| 12 de Setembro 14:30 | Relatório | Placar por quarto: 16-15, 18-16, 23-11, 18-12                       |       |                                                            |  | Stade Pierre-Mauroy, Lille Público: 13 672 Árbitros: SRB Sérvia I. Belosevic ESP Espanha B. Jimenez UKR Ucrânia S. Zashchuk |  |
| 12 de Setembro 14:30 | Relatório | Pts: I. Bourousis 14 Rbts: G. Antetokounmpo 10 Asts: V. Spanoulis 6 |       | Pts: P. Gilet 14 Rbts: A. Hervelle 6 Asts: S. Van Rossom 3 |  | Stade Pierre-Mauroy, Lille Público: 13 672 Árbitros: SRB Sérvia I. Belosevic ESP Espanha B. Jimenez UKR Ucrânia S. Zashchuk |  |

| 12 de Setembro 18:30 | Relatório | Espanha                                                  | 80–66 | Polônia                                                |  | Stade Pierre-Mauroy, Lille Público: 21 302 Árbitros: UKR Ucrânia B. Ryzhyk CRO Croácia S. Herceg MNE Montenegro M. Koljensic |  |
| 12 de Setembro 18:30 | Relatório | Placar por quarto: 25-20, 16-19, 14-16, 25-11            |       |                                                        |  | Stade Pierre-Mauroy, Lille Público: 21 302 Árbitros: UKR Ucrânia B. Ryzhyk CRO Croácia S. Herceg MNE Montenegro M. Koljensic |  |
| 12 de Setembro 18:30 | Relatório | Pts: P. Gasol 30 Rbts: N. Mirotic 8 Asts: S. Rodríguez 5 |       | Pts: D. Kulig 10 Rbts: D. Kulig 6 Asts: A. Slaughter 6 |  | Stade Pierre-Mauroy, Lille Público: 21 302 Árbitros: UKR Ucrânia B. Ryzhyk CRO Croácia S. Herceg MNE Montenegro M. Koljensic |  |

| 12 de Setembro 21:00 | Relatório | França                                                     | 76–53 | Turquia                                                      |  | Stade Pierre-Mauroy, Lille Árbitros: GRE Grécia C. Christodolou SLO Eslovênia M. Boltauzer LAT Letônia O. Latisevs |  |
| 12 de Setembro 21:00 | Relatório | Placar por quarto: 17-18, 19-8, 23-14, 17-13               |       |                                                              |  | Stade Pierre-Mauroy, Lille Árbitros: GRE Grécia C. Christodolou SLO Eslovênia M. Boltauzer LAT Letônia O. Latisevs |  |
| 12 de Setembro 21:00 | Relatório | Pts: N. de Colo 15 Rbts: J. Lauvergne 9 Asts: N. de Colo 7 |       | Pts: E. Ilyasova 14 Rbts: E. Ilyasova 10 Asts: A. Muhammed 5 |  | Stade Pierre-Mauroy, Lille Árbitros: GRE Grécia C. Christodolou SLO Eslovênia M. Boltauzer LAT Letônia O. Latisevs |  |

| 13 de Setembro 12:00 | Relatório | Croácia                                                | 59–80 | Chéquia                                                     |  | Stade Pierre-Mauroy, Lille Público: 12 070 Árbitros: POR Portugal F. Rocha FRA França E. Viator ESP Espanha B. Jimenez |  |
| 13 de Setembro 12:00 | Relatório | Placar por quarto: 13-20, 18-28, 12-17, 16-15          |       |                                                             |  | Stade Pierre-Mauroy, Lille Público: 12 070 Árbitros: POR Portugal F. Rocha FRA França E. Viator ESP Espanha B. Jimenez |  |
| 13 de Setembro 12:00 | Relatório | Pts: B. Bogdanovic 12 Rbts: M. Hezonja 9 Asts: R. Ukic |       | Pts: J. Vesely 20 Rbts: J. Vesely 13 Asts: T. Satoransky 11 |  | Stade Pierre-Mauroy, Lille Público: 12 070 Árbitros: POR Portugal F. Rocha FRA França E. Viator ESP Espanha B. Jimenez |  |

| 13 de Setembro 14:30 | Relatório | Sérvia                                                       | 94–81 | Finlândia                                                       |  | Stade Pierre-Mauroy, Lille Público: 12 128 Árbitros: GER Alemanha R. Lottermoser UKR Ucrânia B. Ryzhyk POR Portugal S. Silva |  |
| 13 de Setembro 14:30 | Relatório | Placar por quarto: 23-24, 25-19, 23-21, 23-17                |       |                                                                 |  | Stade Pierre-Mauroy, Lille Público: 12 128 Árbitros: GER Alemanha R. Lottermoser UKR Ucrânia B. Ryzhyk POR Portugal S. Silva |  |
| 13 de Setembro 14:30 | Relatório | Pts: M. Raduljica 27 Rbts: N. Bjelica 14 Asts: M. Teodosic 9 |       | Pts: S. Salin 26 Rbts: E. Murphy Asts: P. Koponen e J. Wilson 4 |  | Stade Pierre-Mauroy, Lille Público: 12 128 Árbitros: GER Alemanha R. Lottermoser UKR Ucrânia B. Ryzhyk POR Portugal S. Silva |  |

| 13 de Setembro 18:30 | Relatório | Israel                                                             | 52–82 | Itália                                                 |  | Stade Pierre-Mauroy, Lille Público: 14 742 Árbitros: SLO Eslovênia M. Boltauzer CRO Croácia S. Radovic LTU Lituânia J. Laurinavicius |  |
| 13 de Setembro 18:30 | Relatório | Placar por quarto: 13-22, 17-18, 9-28, 13-14                       |       |                                                        |  | Stade Pierre-Mauroy, Lille Público: 14 742 Árbitros: SLO Eslovênia M. Boltauzer CRO Croácia S. Radovic LTU Lituânia J. Laurinavicius |  |
| 13 de Setembro 18:30 | Relatório | Pts: G. Mekel 20 Rbts: 3 jogadores com 3 rebotes Asts: O. Casspi 6 |       | Pts: A. Gentile Rbts: N. Melli 7 Asts: A. Cinciarini 5 |  | Stade Pierre-Mauroy, Lille Público: 14 742 Árbitros: SLO Eslovênia M. Boltauzer CRO Croácia S. Radovic LTU Lituânia J. Laurinavicius |  |

| 13 de Setembro 21:00 | Relatório | Lituânia                                                     | 85–81 | Geórgia                                                                      |  | Stade Pierre-Mauroy, Lille Público: 16 953 Árbitros: ITA Itália L. Lamonica SRB Sérvia M. Jovcic POL Polônia J. Zamojski |  |
| 13 de Setembro 21:00 | Relatório | Placar por quarto: 17-20, 22-20, 22-22, 24-19                |       |                                                                              |  | Stade Pierre-Mauroy, Lille Público: 16 953 Árbitros: ITA Itália L. Lamonica SRB Sérvia M. Jovcic POL Polônia J. Zamojski |  |
| 13 de Setembro 21:00 | Relatório | Pts: J. Maciulis 34 Rbts: J. Maciulis 6 Asts: M. Kalnietis 7 |       | Pts: Z. Pachulia 23 Rbts: Z. Pachulia e V. Sanikidze 7 Asts: G. Tsintsadze 5 |  | Stade Pierre-Mauroy, Lille Público: 16 953 Árbitros: ITA Itália L. Lamonica SRB Sérvia M. Jovcic POL Polônia J. Zamojski |  |

## Quartas de Final
| 15 de Setembro 18:30 | Relatório | Espanha                                                | 73–71 | Grécia                                                            |  | Stade Pierre-Mauroy, Lille Público: 17 864 Árbitros: ITA Itália L. Lamonica SRB Sérvia I. Belosevic POR Portugal F. Rocha |  |
| 15 de Setembro 18:30 | Relatório | Placar por quarto: 14-14, 25-18, 16-25, 18-14          |       |                                                                   |  | Stade Pierre-Mauroy, Lille Público: 17 864 Árbitros: ITA Itália L. Lamonica SRB Sérvia I. Belosevic POR Portugal F. Rocha |  |
| 15 de Setembro 18:30 | Relatório | Pts: P. Gasol 27 Rbts: P. Gasol 9 Asts: S. Rodríguez 5 |       | Pts: N. Calathes 14 Rbts: G. Antetokounmpo 17 Asts: N. Calathes 7 |  | Stade Pierre-Mauroy, Lille Público: 17 864 Árbitros: ITA Itália L. Lamonica SRB Sérvia I. Belosevic POR Portugal F. Rocha |  |

| 15 de Setembro 21:00 | Relatório | França                                                | 84–70 | Letônia                                                          |  | Stade Pierre-Mauroy, Lille Público: 22 076 Árbitros: GER Alemanha R. Lottermoser SRB Sérvia M. Jovcic FlagIOC\|CRO}} S. Herceg |  |
| 15 de Setembro 21:00 | Relatório | Placar por quarto: 21-25, 19-13, 16-7, 28-25          |       |                                                                  |  | Stade Pierre-Mauroy, Lille Público: 22 076 Árbitros: GER Alemanha R. Lottermoser SRB Sérvia M. Jovcic FlagIOC\|CRO}} S. Herceg |  |
| 15 de Setembro 21:00 | Relatório | Pts: T. Parker 18 Rbts: C. Kahudi 8 Asts: T. Parker 6 |       | Pts: K. Janicenoks 16 Rbts: R. Freimanis 8 Asts: J. Strelnieks 7 |  | Stade Pierre-Mauroy, Lille Público: 22 076 Árbitros: GER Alemanha R. Lottermoser SRB Sérvia M. Jovcic FlagIOC\|CRO}} S. Herceg |  |

| 16 de Setembro 18:30 | Relatório | Sérvia                                                    | 89–75 | Chéquia                                                                 |  | Stade Pierre-Mauroy, Lille Público: 8 726 Árbitros: GRE Grécia C. Christodolou LAT Letônia O. Latisevs TUR Turquia E. Mogulkoc |  |
| 16 de Setembro 18:30 | Relatório | Placar por quarto: 21-21, 24-21, '22-21, 22-12            |       |                                                                         |  | Stade Pierre-Mauroy, Lille Público: 8 726 Árbitros: GRE Grécia C. Christodolou LAT Letônia O. Latisevs TUR Turquia E. Mogulkoc |  |
| 16 de Setembro 18:30 | Relatório | Pts: Z. Erceg 20 Rbts: N. Bjelica 10 Asts: M. Teodosic 14 |       | Pts: J. Vesely 23 Rbts: J. Vesely 10 Asts: P. Pumprla e T. Satoransky 4 |  | Stade Pierre-Mauroy, Lille Público: 8 726 Árbitros: GRE Grécia C. Christodolou LAT Letônia O. Latisevs TUR Turquia E. Mogulkoc |  |

| 16 de Setembro 21:00 | Relatório | Itália                                                         | 85–95 | Lituânia                                                             | OT | Stade Pierre-Mauroy, Lille Público: 13 173 Árbitros: ESP Espanha E. Perez CRO Croácia S. Radovic MNE Montenegro M. Koljensic |  |
| 16 de Setembro 21:00 | Relatório | Placar por quarto: 20-21, 16-16, 23-23, 20-19, OT: 6-16        |       |                                                                      | OT | Stade Pierre-Mauroy, Lille Público: 13 173 Árbitros: ESP Espanha E. Perez CRO Croácia S. Radovic MNE Montenegro M. Koljensic |  |
| 16 de Setembro 21:00 | Relatório | Pts: A. Bargnani 21 Rbts: D. Gallinari 6 Asts: A. Cinciriani 5 |       | Pts: J. Valanciunas 26 Rbts: J. Valanciunas 15 Asts: M. Kalnietis 11 | OT | Stade Pierre-Mauroy, Lille Público: 13 173 Árbitros: ESP Espanha E. Perez CRO Croácia S. Radovic MNE Montenegro M. Koljensic |  |

## Torneio de Consolação
| 17 de Setembro 16:00 | Relatório | Grécia                                                                       | 97–90 | Letônia                                                        |  | Stade Pierre-Mauroy, Lille Árbitros: CRO Croácia S. Radovic SLO Eslovênia M. Boltauzer ESP Espanha B. Jimenez |  |
| 17 de Setembro 16:00 | Relatório | Placar por quarto: 17-24, 20-20, 23-17, 37-29                                |       |                                                                |  | Stade Pierre-Mauroy, Lille Árbitros: CRO Croácia S. Radovic SLO Eslovênia M. Boltauzer ESP Espanha B. Jimenez |  |
| 17 de Setembro 16:00 | Relatório | Pts: I. Bourousis 20 Rbts: K Koufos e G. Antetokounmpo 7 Asts: N. Calathes 5 |       | Pts: K. Janicenoks 22 Rbts: M. Mejeris 6 Asts: J. Strelnieks 7 |  | Stade Pierre-Mauroy, Lille Árbitros: CRO Croácia S. Radovic SLO Eslovênia M. Boltauzer ESP Espanha B. Jimenez |  |

| 17 de Setembro 18:30 | Relatório | República Checa                                            | 70–85 | Itália                                                        |  | Stade Pierre-Mauroy, Lille Público: 15 004 Árbitros: GER Alemanha R. Lottermoser SRB Sérvia M. Jovcic FRA França E. Viator |  |
| 17 de Setembro 18:30 | Relatório | Placar por quarto: 21-21, 16-21, 17-32, 16-11              |       |                                                               |  | Stade Pierre-Mauroy, Lille Público: 15 004 Árbitros: GER Alemanha R. Lottermoser SRB Sérvia M. Jovcic FRA França E. Viator |  |
| 17 de Setembro 18:30 | Relatório | Pts: J. Vesely 26 Rbts: J. Vesely 12 Asts: T. Satoransky 6 |       | Pts: A. Bargnani 21 Rbts: D. Gallinari 8 Asts: M. Belinelli 4 |  | Stade Pierre-Mauroy, Lille Público: 15 004 Árbitros: GER Alemanha R. Lottermoser SRB Sérvia M. Jovcic FRA França E. Viator |  |

### Decisão do 7º Lugar
| 18 de Setembro 18:30 | Relatório | Letônia                                                | 70–97 | Chéquia                                               |  | Stade Pierre-Mauroy, Lille Público: 11 362 Árbitros: SRB Sérvia I. Belosevic SLO Eslovênia M. Boltauzer MNE Montenegro M. Koljensic |  |
| 18 de Setembro 18:30 | Relatório | Placar por quarto: 23-28, 13-29, 9-23, 25-17           |       |                                                       |  | Stade Pierre-Mauroy, Lille Público: 11 362 Árbitros: SRB Sérvia I. Belosevic SLO Eslovênia M. Boltauzer MNE Montenegro M. Koljensic |  |
| 18 de Setembro 18:30 | Relatório | Pts: J. Timma 11 Rbts: K. Berzins 8 Asts: Z. Peiners 3 |       | Pts: J. Vesely 24 Rbts: J. Vesely 6 Asts: B. Schilb 7 |  | Stade Pierre-Mauroy, Lille Público: 11 362 Árbitros: SRB Sérvia I. Belosevic SLO Eslovênia M. Boltauzer MNE Montenegro M. Koljensic |  |

## Semifinais
| 17 de Setembro 21:00 | Relatório | Espanha                                                 | 80–75 | França                                                             | OT | Stade Pierre-Mauroy, Lille Público: 26 922 Árbitros: GRE Grécia C. Christodolou UKR Ucrânia B. Ryzhyk POR Portugal F. Rocha |  |
| 17 de Setembro 21:00 | Relatório | Placar por quarto: 17-20, 15-13, 16-23, 18-10, OT: 14-9 |       |                                                                    | OT | Stade Pierre-Mauroy, Lille Público: 26 922 Árbitros: GRE Grécia C. Christodolou UKR Ucrânia B. Ryzhyk POR Portugal F. Rocha |  |
| 17 de Setembro 21:00 | Relatório | Pts: P. Gasol 40 Rbts: P. Gasol 11 Asts: S. Llull 5     |       | Pts: N. Batum e N. de Colo 14 Rbts: R. Gobert 13 Asts: T. Parker 6 | OT | Stade Pierre-Mauroy, Lille Público: 26 922 Árbitros: GRE Grécia C. Christodolou UKR Ucrânia B. Ryzhyk POR Portugal F. Rocha |  |

| 18 de Setembro 21:00 | Relatório | Sérvia                                                                                  | 64–67 | Lituânia                                                       |  | Stade Pierre-Mauroy, Lille Público: 20 042 Árbitros: ESP Espanha E. Perez LAT Letônia O. Latisevs TUR Turquia E. Mogulkoc |  |
| 18 de Setembro 21:00 | Relatório | Placar por quarto: 17-22, 17-13, 9-13, 21-19                                            |       |                                                                |  | Stade Pierre-Mauroy, Lille Público: 20 042 Árbitros: ESP Espanha E. Perez LAT Letônia O. Latisevs TUR Turquia E. Mogulkoc |  |
| 18 de Setembro 21:00 | Relatório | Pts: M. Teodosic 16 Rbts: 3 jogadores com 4 rebotes Asts: M. Teodosic e B. Bogdanovic 3 |       | Pts: J. Valanciunas Rbts: M. Kuzminskas 9 Asts: M. Kalnietis 9 |  | Stade Pierre-Mauroy, Lille Público: 20 042 Árbitros: ESP Espanha E. Perez LAT Letônia O. Latisevs TUR Turquia E. Mogulkoc |  |

## Decisão de 3º Lugar
| 20 de Setembro 14:00 | Relatório | França                                                | 81–68 | Sérvia                                                          |  | Stade Pierre-Mauroy, Lille Público: 24 092 Árbitros: GRE Grécia C. Christodolou GER Alemanha R. Lottermoser POR Portugal F. Rocha |  |
| 20 de Setembro 14:00 | Relatório | Placar por quarto: 16-16, 21-16, 21-12, 23-24         |       |                                                                 |  | Stade Pierre-Mauroy, Lille Público: 24 092 Árbitros: GRE Grécia C. Christodolou GER Alemanha R. Lottermoser POR Portugal F. Rocha |  |
| 20 de Setembro 14:00 | Relatório | Pts: N. de Colo 20 Rbts: R. Gobert 14 Asts: B. Diaw 6 |       | Pts: B. Bogdanovic 14 Rbts: M. Raduljica 8 Asts: M. Raduljica 4 |  | Stade Pierre-Mauroy, Lille Público: 24 092 Árbitros: GRE Grécia C. Christodolou GER Alemanha R. Lottermoser POR Portugal F. Rocha |  |

## Final
| 20 de setembro 19:00 |                                                      | Espanha | 80–63                                                                          | Lituânia |  | Stade Pierre-Mauroy, Lille Público: 27 372 Árbitros: ITA Itália L. Lamonica< SRB Sérvia I. Belosevic UKR Ucrânia B. Ryzhyk |  |
| 20 de setembro 19:00 | Placar por quarto: 19-9, 22-25, 19-10, 20-20         |         |                                                                                |          |  | Stade Pierre-Mauroy, Lille Público: 27 372 Árbitros: ITA Itália L. Lamonica< SRB Sérvia I. Belosevic UKR Ucrânia B. Ryzhyk |  |
| 20 de setembro 19:00 | Pts: P. Gasol 25 Rbts: P. Gasol 12 Asts: Rodríguez 6 |         | Pts: R. Seibutis e M. Kalnietis 14 Rbts: J. Valanciunas 9 Asts: M. Kalnietis 6 |          |  | Stade Pierre-Mauroy, Lille Público: 27 372 Árbitros: ITA Itália L. Lamonica< SRB Sérvia I. Belosevic UKR Ucrânia B. Ryzhyk |  |

| Espanha   | Espanha               | Espanha  | Espanha  | Espanha  | Espanha  |
| Jogador   | Jogador               | Pts      | Reb      | Assts    | Minutos  |
| --------- | --------------------- | -------- | -------- | -------- | -------- |
| 4         | Pau Gasol             | 25       | 12       | 4        | 32:00    |
| 5         | Rudy Fernández        | 11       | 1        | 1        | 21:00    |
| 6         | Sergio Rodríguez      | 4        | 2        | 6        | 23:00    |
| 7         | Guillermo Hernangómez |          |          |          | DNP      |
| 8         | Pau Ribas             | 5        | 1        | 0        | 20:00    |
| 9         | Felipe Reyes          | 8        | 1        | 1        | 18:00    |
| 10        | Víctor Claver         | 7        | 6        | 0        | 15:00    |
| 11        | Fernando San Emeterio | 0        | 1        | 0        | 10:00    |
| 12        | Sergio Llull          | 12       | 6        | 5        | 31:00    |
| 13        | Pablo Aguilar         | 0        | 0        | 0        | 1:00     |
| 14        | Nikola Mirotić        | 8        | 2        | 2        | 28:00    |
| 15        | Guillem Vives         | 0        | 1        | 0        | 1:00     |
| Treinador | Treinador             | Scariolo | Scariolo | Scariolo | Scariolo |

| Lituânia  | Lituânia             | Lituânia   | Lituânia   | Lituânia   | Lituânia   |
| Jogador   | Jogador              | Pts        | Reb        | Assts      | Minutos    |
| --------- | -------------------- | ---------- | ---------- | ---------- | ---------- |
| 5         | Mantas Kalnietis     | 13         | 1          | 6          | 36:00      |
| 6         | Deividas Gailius     | 1          | 0          | 0          | 1:00       |
| 8         | Jonas Mačiulis       | 8          | 4          | 2          | 28:00      |
| 10        | Renaldas Seibutis    | 13         | 4          | 0          | 27:00      |
| 11        | Domantas Sabonis     | 0          | 0          | 0          | 1:00       |
| 12        | Antanas Kavaliauskas | 4          | 5          | 0          | 13:00      |
| 13        | Paulius Jankūnas     | 3          | 4          | 0          | 20:00      |
| 15        | Robertas Javtokas    | 0          | 0          | 0          | 1:00       |
| 17        | Jonas Valančiūnas    | 10         | 9          | 2          | 26:00      |
| 19        | Mindaugas Kuzminskas | 8          | 6          | 2          | 26:00      |
| 21        | Artūras Milaknis     | 3          | 0          | 0          | 9:00       |
| 43        | Lukas Lekavičius     | 0          | 0          | 2          | 12:00      |
| Treinador | Treinador            | Kazlauskas | Kazlauskas | Kazlauskas | Kazlauskas |

## Classificação Final
| Rk | Seleção              | V-D | Classificação                     |
| -- | -------------------- | --- | --------------------------------- |
| 1  | Espanha              | 7-2 | Classificado para Rio 2016        |
| 2  | Lituânia             | 7-2 | Classificado para Rio 2016        |
| 3  | França               | 8-1 | Classificados para o Pré-Olímpico |
| 4  | Sérvia               | 7-2 | Classificados para o Pré-Olímpico |
| 5  | Grécia               | 7-1 | Classificados para o Pré-Olímpico |
| 5  | Itália               | 5-3 | Classificados para o Pré-Olímpico |
| 7  | Chéquia              | 5-4 | Classificados para o Pré-Olímpico |
| 8  | Letônia              | 4-5 |                                   |
| 9  | Croácia              | 3-3 | Eliminados nas Oitavas de Final   |
| 9  | Israel               | 3-3 | Eliminados nas Oitavas de Final   |
| 9  | Polónia              | 3-3 | Eliminados nas Oitavas de Final   |
| 9  | Eslovênia            | 3-3 | Eliminados nas Oitavas de Final   |
| 9  | Bélgica              | 3-3 | Eliminados nas Oitavas de Final   |
| 9  | Turquia              | 3-3 | Eliminados nas Oitavas de Final   |
| 9  | Geórgia              | 2-4 | Eliminados nas Oitavas de Final   |
| 9  | Finlândia            | 2-4 | Eliminados nas Oitavas de Final   |
| 17 | Rússia               | 1-4 | Eliminados na Primeira Fase       |
| 17 | Alemanha             | 1-4 | Eliminados na Primeira Fase       |
| 17 | Macedônia            | 1-4 | Eliminados na Primeira Fase       |
| 17 | Estônia              | 1-4 | Eliminados na Primeira Fase       |
| 21 | Países Baixos        | 1-4 | Eliminados na Primeira Fase       |
| 21 | Ucrânia              | 1-4 | Eliminados na Primeira Fase       |
| 21 | Bósnia e Herzegovina | 1-4 | Eliminados na Primeira Fase       |
| 21 | Islândia             | 0-5 | Eliminados na Primeira Fase       |